# Osobliwe przypadki Cymeona Maksymalnego
Osobliwe przypadki Cymeona Maksymalnego – wydana w 1975 roku powieść dla młodzieży Edmunda Niziurskiego. Tytuł wydania czwartego: Niesamowite przypadki Cymeona Maksymalnego. Powieść była pierwotnie drukowana w odcinkach w Płomyku, pod jeszcze innym tytułem Agenda, czyli moje ważne sprawy.

## Fabuła
Głównym bohaterem książki jest Maksymilian Ogromski, nastoletni miłośnik filmu. Wymuszona zmiana szkoły wprawia go w zły humor, ponieważ trafił do klasy z nielubianym przez siebie Klemensem Mężykiem, a na dodatek na samym początku nieświadomie zakpił sobie z nowego nauczyciela języka polskiego, magistra Szykonia. Mimo to nie poddaje się i do końca roku kalendarzowego ma zamiar zrealizować wszystkie swoje plany: zmienić szkołę, nakręcić film, zejść poniżej 50 sekund na 400 metrów, zdobyć pieniądze na kamerę i sprzęt turystyczny, a także poznać się z kandydatką na potencjalną aktorkę w jego filmie, Gigą.

## Odniesienia w kulturze masowej
Nazwa polskiej grupy muzycznej Cymeon X pochodzi od bohatera powieści.